# Villacreces
Villacreces es un despoblado español situado en el término municipal de Santervás de Campos, en la provincia de Valladolid, comunidad autónoma de Castilla y León. Fue el primer despoblado del siglo XX en Tierra de Campos.

## Geografía

### Ubicación
Villacreces está situado en el extremo norte de la provincia de Valladolid, en el límite con las provincias de León y Palencia. Su territorio está representado en la hoja MTN50 (escala 1:50 000) 234 del Mapa Topográfico Nacional.
| Noroeste: Galleguillos de Campos | Norte: Grajal de Campos | Noreste: Escobar de Campos |
| Oeste: Arenillas de Valderaduey  |                         | Este: Pozuelos del Rey     |
| Suroeste Santervás de Campos     | Sur: Zorita de la Loma  | Sureste: Villada           |

### Orografía y paisaje
El lugar se localiza en la zona centro-septentrional de la Cuenca del Duero, dentro de la comarca natural Tierra de Campos, con predominio de materiales de relleno del Terciario y Cuaternario. Su entorno se caracteriza por un paisaje abierto, de suave relieve, situándose en la loma interfluvial entre los ríos Sequillo y Valderaduey, a unos 800 m s. n. m.. Edafológicamente presenta arenas, limos y conglomerados de época terciaria.

## Historia

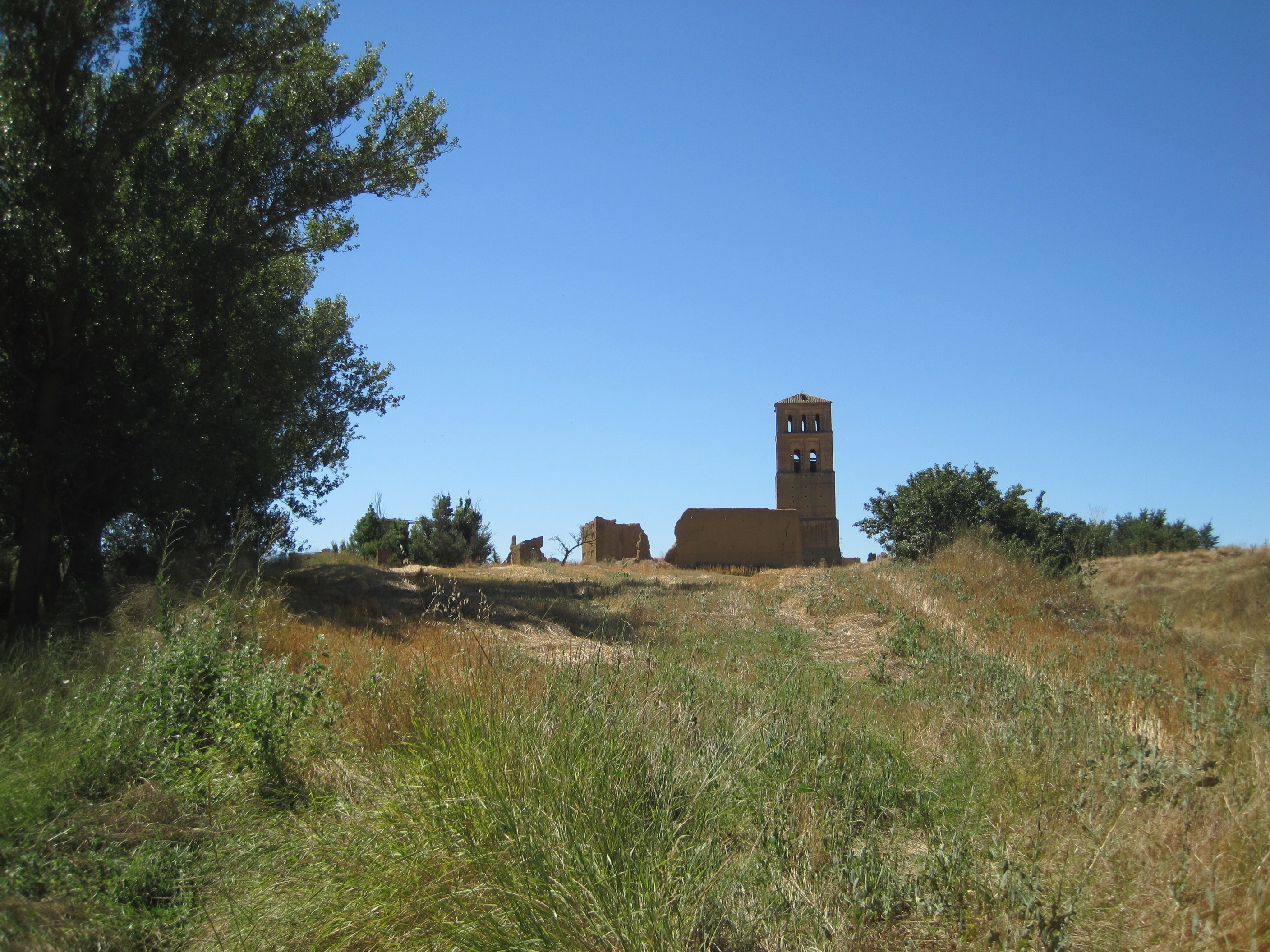
Vista parcial desde la fuente

Durante la Edad Media el pueblo de Villacreces perteneció al monasterio de Sahagún y más tarde, en el siglo XV, fue señorío de la Casa de Enríquez a partir de 1426, cuando Alfonso Enríquez, primer Almirante de Castilla fundó mayorazgo.
A principios del siglo XIX, Sebastián Miñano, en su Diccionario geográfico y estadístico de España y Portugal, señalaba que era villa de señorío (él la denomina Villacruces) perteneciente a la provincia de Valladolid, partido de Rioseco y obispado de León. Contaba con una parroquia y un hospital. La describe en terreno sano y fértil, con algunos frutales y buenas aguas, siendo regado su término por el río Valderaduey. Producía trigo, cebada, avena, vino, guindas y ciruelas y su población era de 50 vecinos, 160 habitantes.

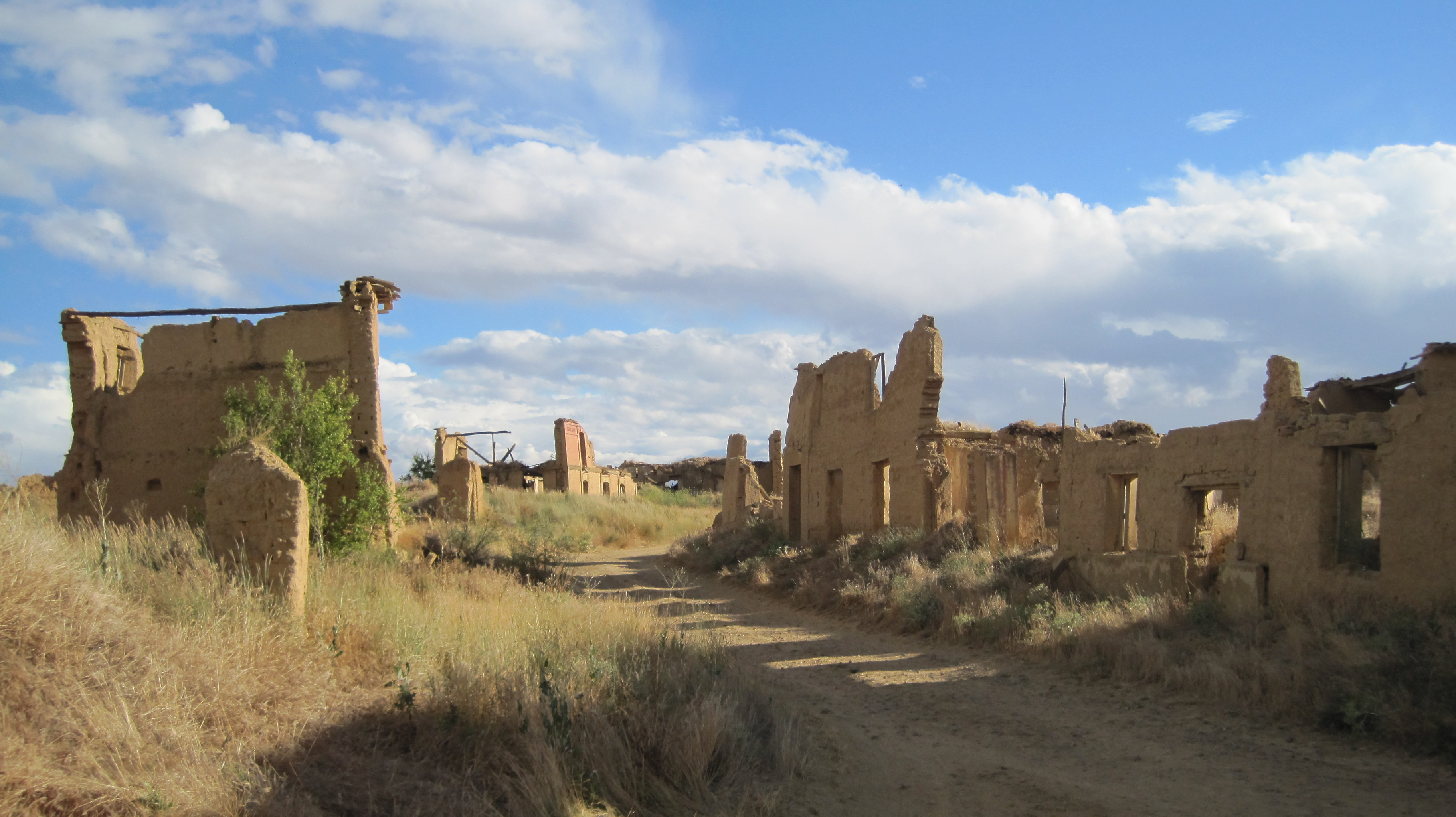
Ruinas y maleza en las calles

A mediados del mismo siglo, Pascual Madoz, en su Diccionario geográfico-estadístico-histórico de España y sus posesiones de Ultramar, lo describe con ayuntamiento y perteneciente a la provincia, audiencia territorial y capitanía general de Valladolid, partido judicial de Villalón y diócesis de León. Lo sitúa al pie de una cuesta e indica un clima templado y sano. Había 44 casas, escuela de instrucción primaria e iglesia parroquial (bajo la advocación de los santos Emeterio y Celedonio). Describe su terreno como fuerte y de buena calidad, contando en su término con una fuente de buenas aguas. Producía cereales, legumbres, vino y pastos, con los que se mantenía ganado lanar y mular. Además se cazaban liebres y perdices. Su población era de 27 vecinos, 82 almas.
El creciente éxodo rural que afectó a España desde mediados del siglo XX provocó que disminuyera su población, emigrando a las ciudades en busca de un futuro mejor. El censo de 1950 acusaba una población de 130 almas; su economía agropecuaria se basaba en el cultivo de cereal, legumbre y vid y en la cría de ovejas. 
Fue municipio independiente hasta 1974, año en que pasó a formar parte, junto con Zorita de la Loma, del municipio de Santervás de Campos.
Sus últimos habitantes fueron los hermanos Vicente, Gregorio, Lorenzo y Regina Méndez Torbado, que decidieron marcharse a Villada en 1981; en este año contaba con treinta casas en pie y cincuenta bodegas.

## Demografía
| Gráfica de evolución demográfica de Villacreces entre 1842 y 1970 |
| |
| Población de derecho según los censos de población del INE Población de hecho según los censos de población del INEEntre el censo de 1981 y el anterior, este municipio desaparece porque se integra en el municipio 47153 (Santervás de Campos) |

## Urbanismo

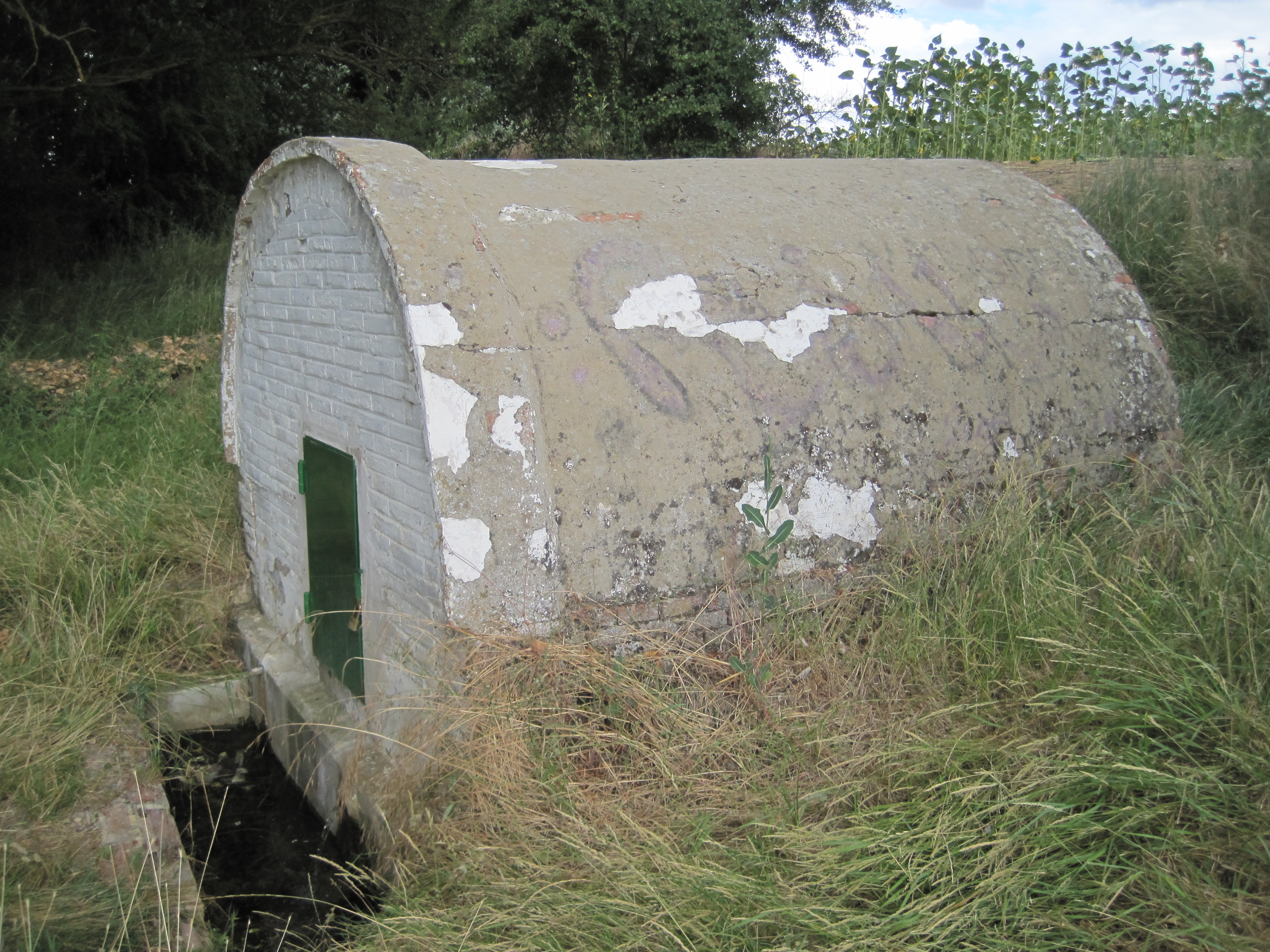
Fuente

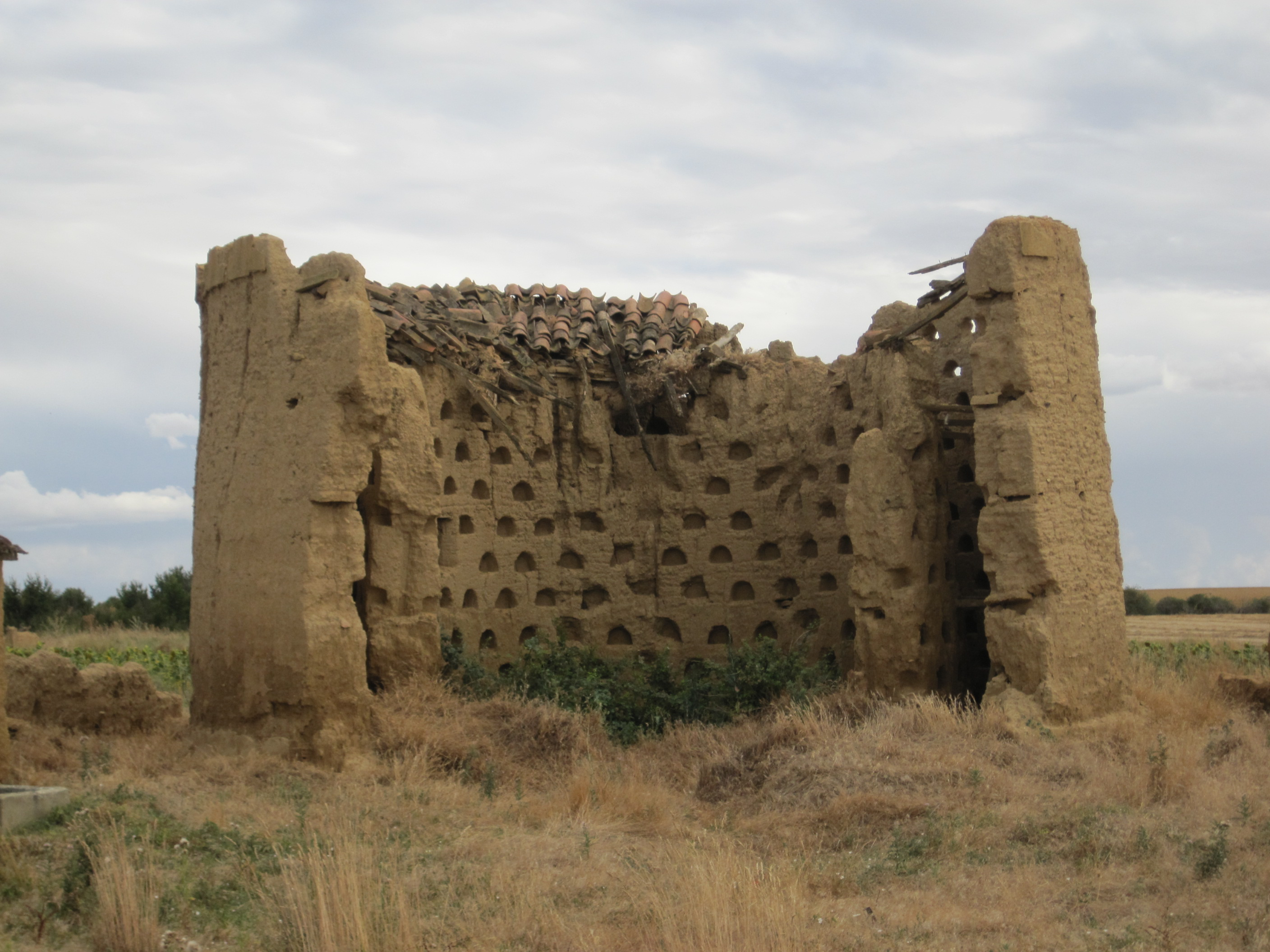
Palomar

Fue un pueblo construido esencialmente en adobe, tapial y ladrillo, materiales que aguantan mal el discurrir de los años si no se les mantiene y se les cuida día a día. No obstante han resistido el abandono y las injurias algunas fachadas, algún techado y algún resto de palomares. Queda en pie, desafiando las inclemencias, la torre mudéjar de la iglesia de San Cipriano, exenta, construida en ladrillo y mampostería. El resto del pueblo es todo una ruina. Las casas no tuvieron nunca agua corriente sino pozos y una fuente. Hubo muchas bodegas en un extremo del pueblo, abandonadas igualmente, destruidas y con agujeros en la tierra que ofrecen escasa seguridad. Todavía puede distinguirse el trazado de la calle principal. La iglesia, reconstruida a mediados del siglo XX, también se fue derrumbando.

## Patrimonio

### Iglesia y torre

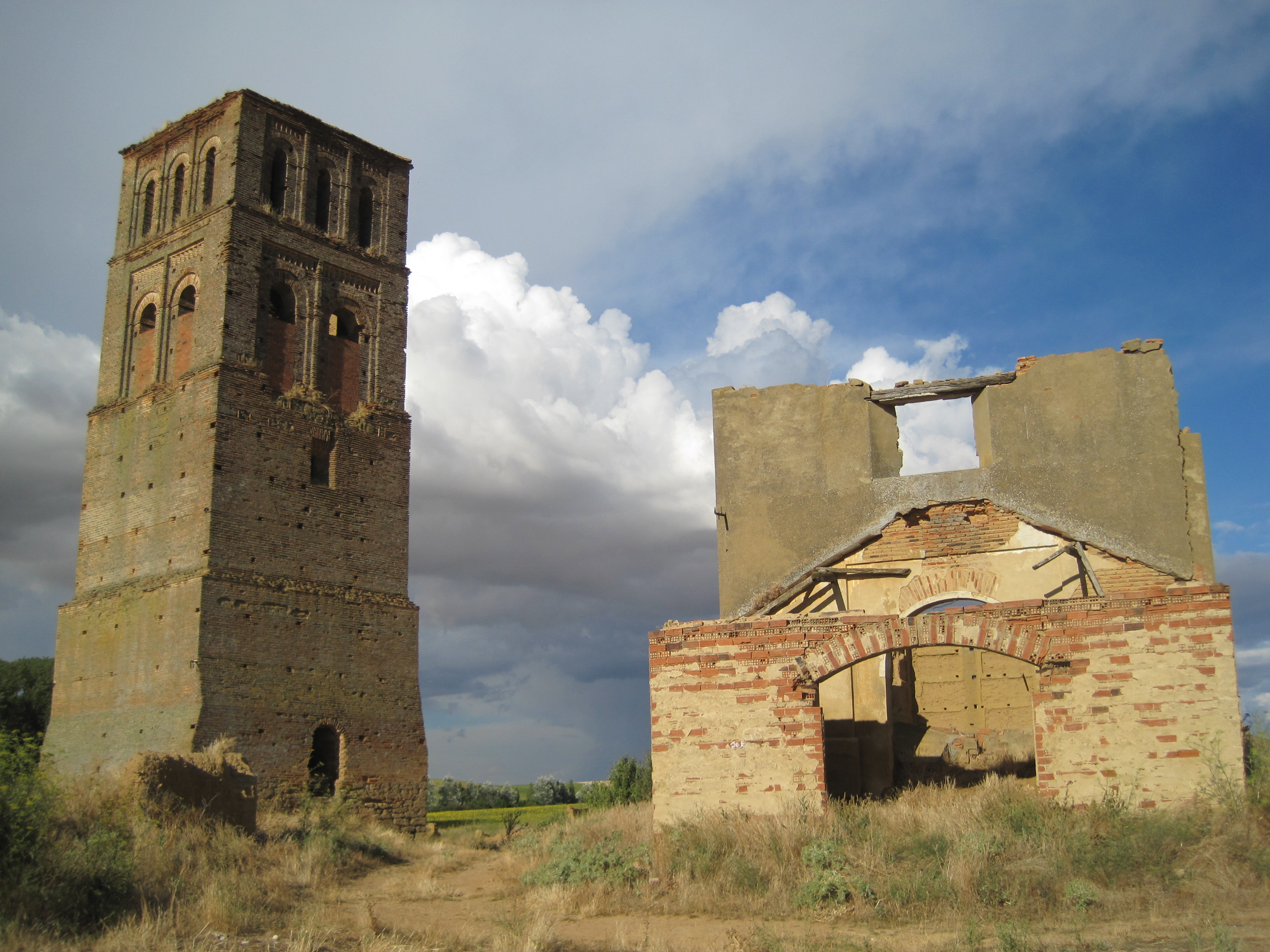
Portada y torre de la iglesia

La iglesia de Villacreces tuvo su Libro de Fábrica, que se conserva. Las noticias y los datos sobre su construcción y la de la torre comienzan en 1528. La vieja iglesia todavía se mantenía en pie en 1535 pero después fue sufriendo una serie de trasformaciones y parches a lo largo de los siglos hasta que finalmente desapareció y se levantó una muy modesta de nueva planta que tampoco resistió bien el envejecimiento. 
En 1981 todavía estaba en pie con la advocación de Nuestra Señora de la Asunción pero muy reformada e irreconocible. La puerta de entrada se situaba a los pies. Se conservaba la estructura del retablo mayor clasicista del siglo XVI. Había esculturas de una cierta calidad como los relieves de los cuatro evangelistas y la Asunción de la Virgen, la escultura de San Cipriano del siglo XVI y las de los santos Emeterio y Celedonio, también del XVI que correspondían a la antigua advocación de la primitiva iglesia. En 1989 comenzó a desmantelarse ladrillo a ladrillo para restaurar la iglesia de la cercana localidad de Arenillas de Valderaduey.
En cambio la torre, construida exenta, ha aguantado toda clase de desafíos mientras a su alrededor se fue desmoronando todo el pueblo, aunque debido a su progresiva degradación por abandono y expolio está incluida en la Lista Roja del Patrimonio, elaborada por Hispania Nostra. El maestro mayor de obras —albañil y arquitecto— de la torre fue García Muñoz, con la colaboración de su hermano Juan Muñoz que la remató. Estos dos alarifes fueron muy requeridos y estimados en su tiempo. Iniciaron un tipo de torre que fue muy imitado; obras suyas documentadas son las torres de Bustillo de Chaves y de Villacarralón.

Ejemplos de las dos torres
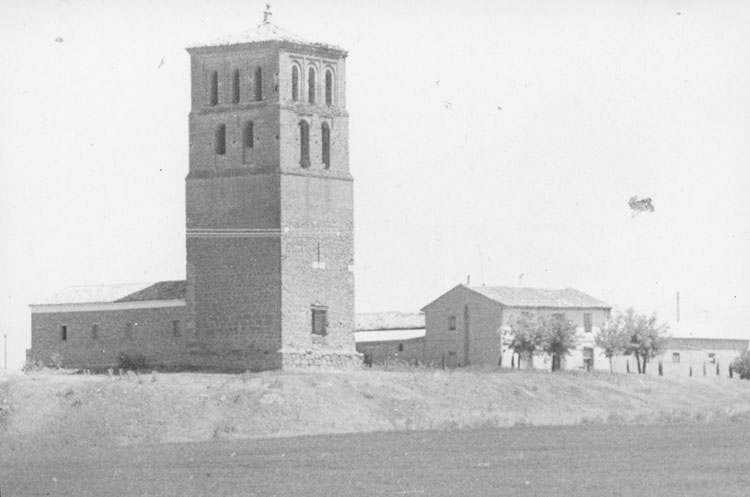
Torre de Bustillo de Chaves
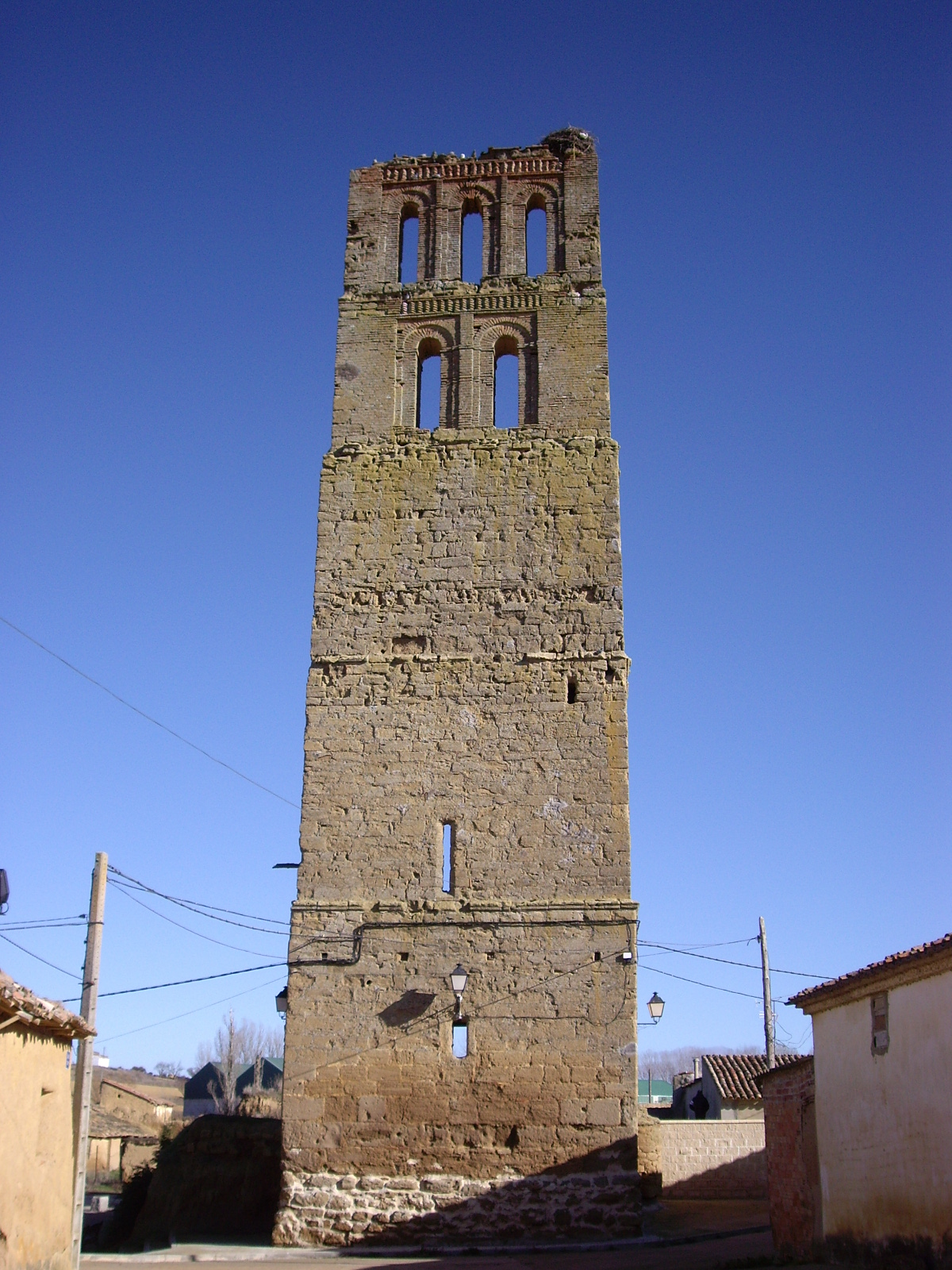
Torre de Villacarralón

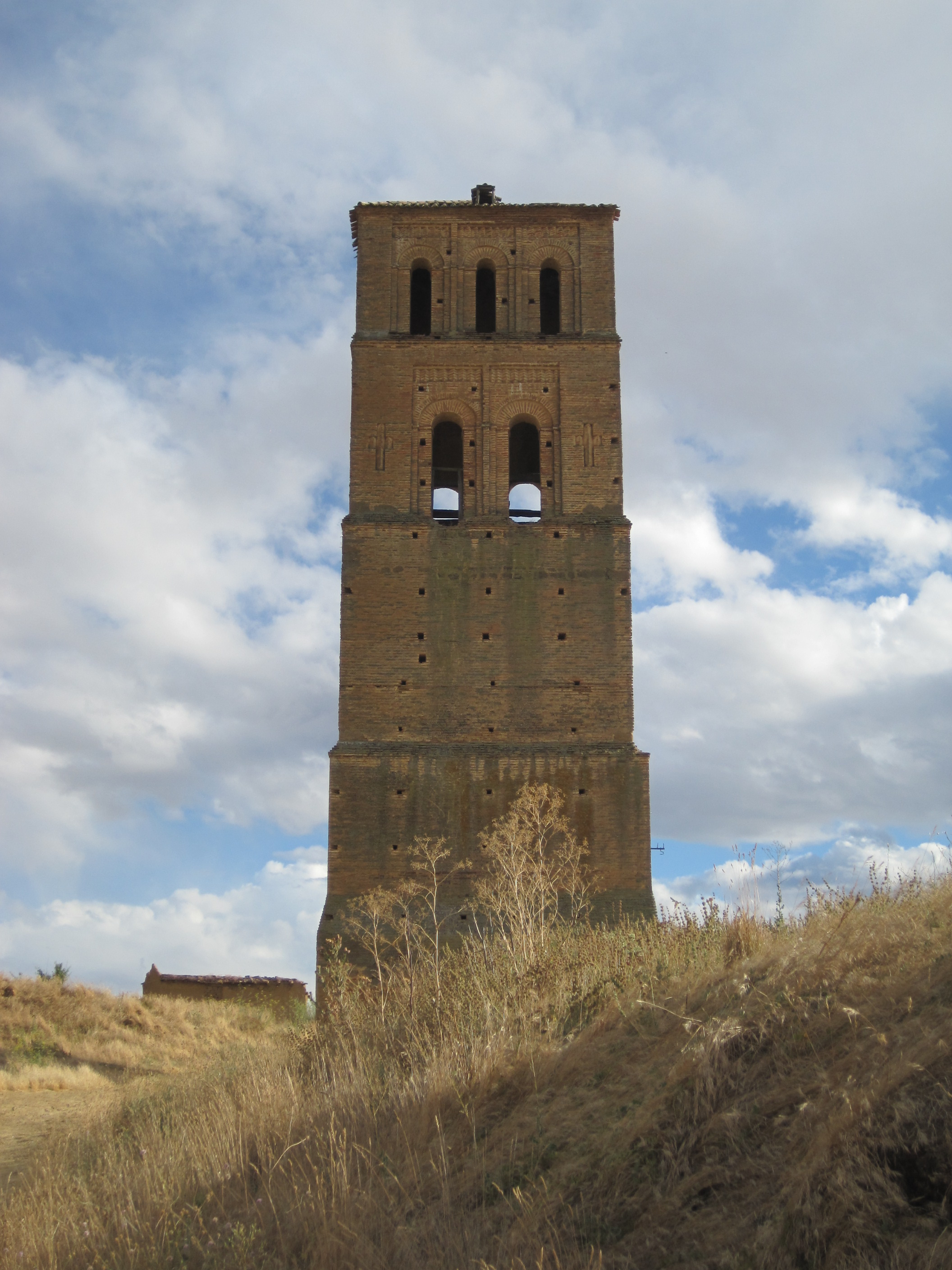
Torre mudéjar de Villacreces

Según el Libro de Fábrica la fecha de inicio fue 1538 y en ese mismo año se compraron 30 000 ladrillos; en los años siguientes se fue comprando la misma cantidad aproximadamente. Juan Muñoz dio por terminada la obra en 1557. Ese mismo año se levantó la aguja del remate y consta en el libro que para este remate se trajo madera de roble, hoja de Flandes (hojalata) y hoja de Inglaterra (hojalata). Por último en 1559 se colgaron las campanas. Los dos alarifes fueron cobrando ciertas cantidades a cuenta entre los años 1540 y 1550.
Descripción arquitectónica
La torre es de planta cuadrada y se eleva en cinco cuerpos en disminución. El cuerpo bajo constituye el basamento, es de mampostería, edificado en talud donde se abre una puerta de acceso de arco de medio punto. Este aparejo llega hasta una cierta altura y el resto es de ladrillo. El interior es de tapial. El segundo y tercer cuerpos son macizos mientras que el cuarto y el quinto al estar  destinados a campanario tienen vanos en arco de medio punto doblados y enmarcados con ornamentación de esquinillas en la parte superior. El cuarto tiene dos vanos en cada cara y el quinto, tres. En toda la torre están a la vista los agujeros llamados mechinales donde se iban instalando los andamios de obra. Esta torre, edificada casi totalmente en ladrillo, sirvió de modelo para otras de la zona.